# Soltam K6
Le Soltam K6 est un mortier de 120 mm développé par l'entreprise israélienne Soltam Systems. Il s'agit de la version longue portée du Soltam K5 (en). Il remplace des systèmes plus anciens, tels que le M30 (en) de 107 millimètres, dans plusieurs armées, y compris l'armée américaine. Il est beaucoup plus léger que le M30, a une plus grande portée et peut supporter une cadence de tir de quatre coups par minute, tandis que le M30 ne peut en supporter que trois.

## Présentation
Le K6 tire des munitions à ailettes stabilisées à partir d'un canon lisse. Contrairement à ses cousins de plus petite taille, les mortiers de 81 mm et 60 mm, les ailettes des munitions tirées par le M120 ne sont pas inclinées. Ainsi, aucune rotation n'est transmise au projectile en vol. Bien que les mortiers lourds nécessitent des camions ou des véhicules chenillés pour les déplacer, ils restent beaucoup plus légers que les pièces d'artillerie de campagne. Leur portée est supérieure à celle des mortiers légers et moyens, et leur puissance explosive est bien supérieure. Une version améliorée est connue sous le nom de K6A3.
Les obus explosifs tirés par le M120 pèsent environ 14 kilogrammes et peuvent avoir un rayon de létalité de plus de 68 mètres.

## Historique et développement
Le K6 entre en service dans l'armée américaine en 1991 sous le nom de système de mortier M120. Sa mission est de fournir un appui-feu indirect à angle élevé avec des armes lourdes. Le M120 est utilisé à la fois par les unités mécanisées et par l'infanterie légère dans certaines situations. Une autre caractéristique du M120 est l'insert sous-calibré M303, qui permet au mortier de tirer des munitions de 81 mm.
Le M120 est transporté sur la remorque M1100 par le Humvee M998. La version montée sur les porte-mortiers M1064 (en) et M1129 (en) est connue sous le nom de M121.
En 2007, l'armée américaine commande 588 systèmes M326 à BAE Systems. Le mortier assemblé est alors monté sur un camion, un Humvee ou une remorque M1101 et peut être monté et démonté en moins de 20 secondes.
En novembre 2016, Elbit Systems annonce avoir remporté un contrat pour la production du M121.

## Composants

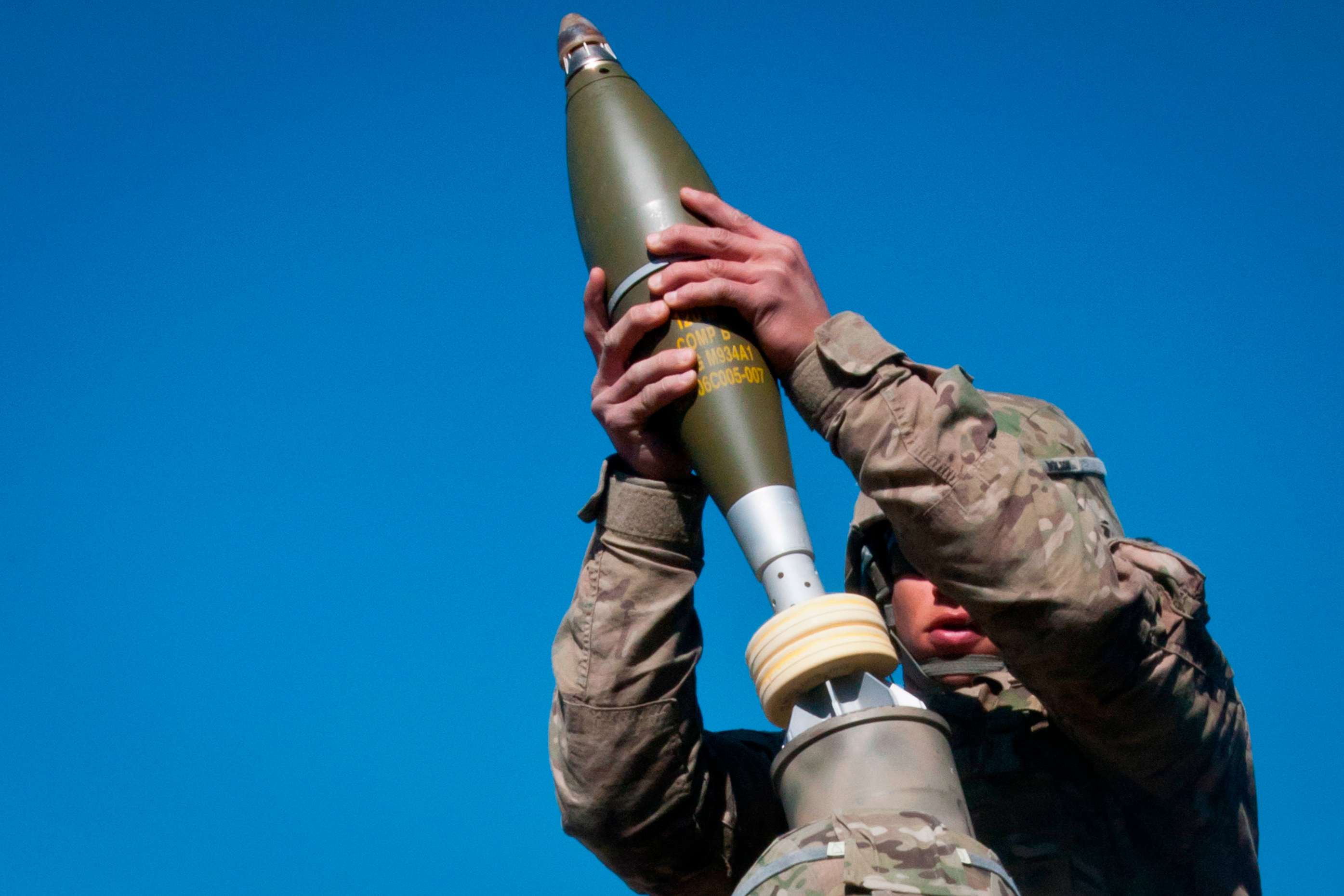
Cartouche explosive M934A1 avec anneaux propulseurs

Le système de mortier M120 se compose des principaux composants suivants :
- Canon M298: 50 kilogrammes
- Bipied M190: 32 kilogrammes
- Plaque de base M9: 62 kilogrammes
- Remorque M1100: 181 kilogrammes
- Unité de visée M67: 1,1 kilogrammes

Le M120 est capable de tirer les munitions suivantes :
- Munition guidée de précision XM395 (en)
- Cartouche fumigène (en) M929 (phosphore blanc)[5]
- Munition éclairante XM930
  - XM930E1
- Munition d'entraînement XM931
- Munition explosive M933
  - M933A1
- Munition explosive M934
  - M934A1
- Munition éclairante infrarouge XM983d

## Utilisateurs
- Arménie: 12: M120[6]
- Birmanie: 80[6]
- Bolivie: M120[6]
- Danemark: 20[6]
- Géorgie: 18[6]
- Irak: 450[6]:
- Israël
- Kazakhstan M120[6]
- Lettonie: 25: M120[6]
- Pologne: 142: M120[6]
- Ukraine: 30: M120 variante donnée par les États-Unis en réponse à l'invasion russe de l'Ukraine en 2022[7]
- États-Unis: 1,076 M120 et M1064A3 en January 2025[8],[6]